# Büste von Napoleon II.

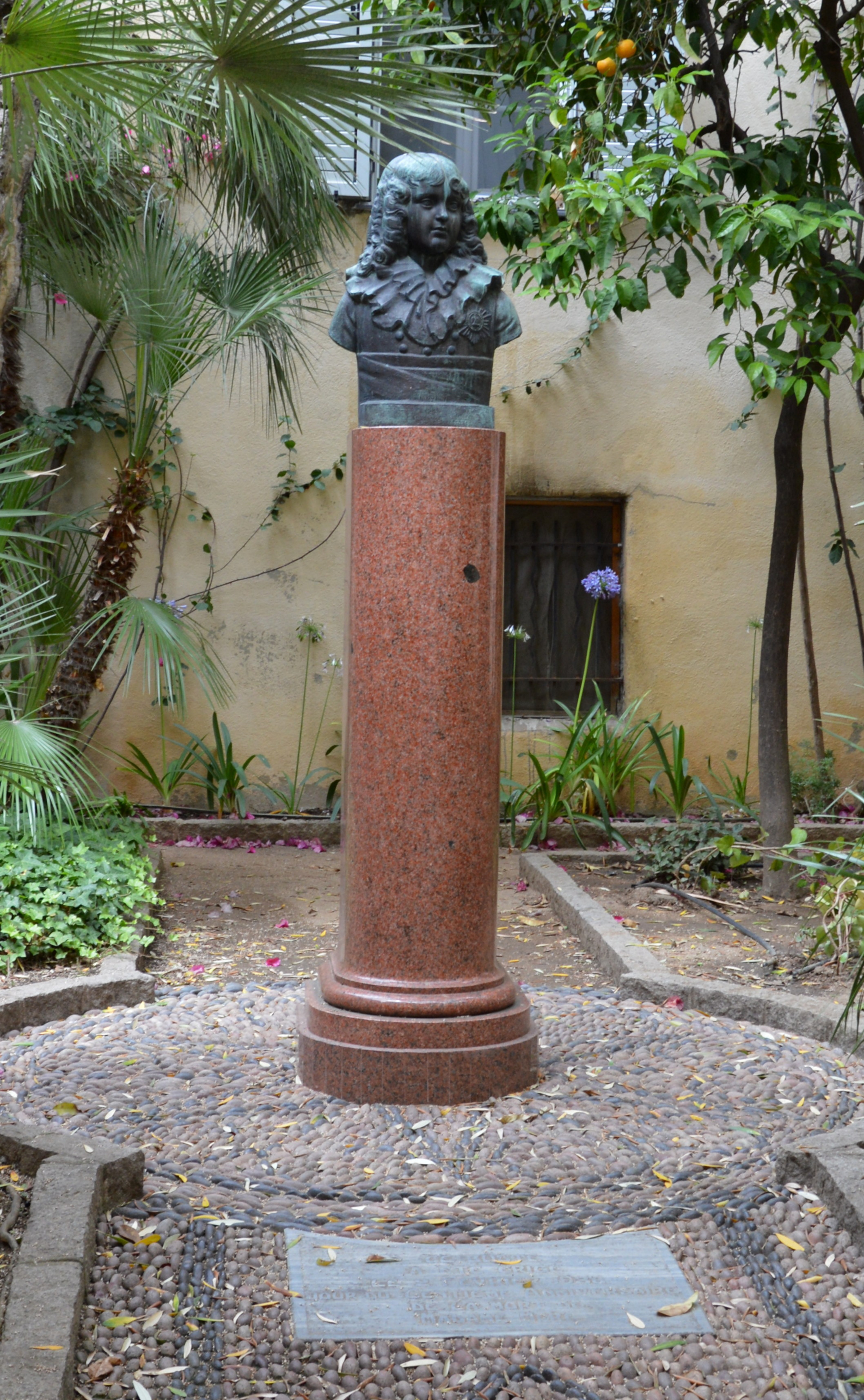
Büste von Napoleon II.

Die Büste von Napoleon II. (französisch monument commémoratif de Napoléon Ier) ist ein Denkmal für Napoleon II. in Ajaccio, der Hauptstadt der Insel Korsika.

## Lage
Sie befindet sich in der Altstadt von Ajaccio, an der Nordwestseite der Rue Saint-Charles gegenüber der Maison Bonaparte, dem Geburtshaus des Vaters von Napoleon II., Napoleon Bonaparte.

## Gestaltung und Geschichte
Die auf einem hohen Sockel aus rotem Granit stehende Bronzebüste zeigt Napoleon II. als achtjähriges Kind. Der Blick ist in Richtung des väterlichen Geburtshauses gerichtet. An der zeittypischen Kleidung befindet sich links der Stern der Ehrenlegion. Die lockigen Haare fallen bis auf die Schultern. Das Denkmal wurde am 2. Februar 1986, dem 150. Todestag von Letizia Buonaparte, der Mutter Napoleons und der Großmutter Napoleon II., eingeweiht.
Vor dem Denkmal ist eine Steinplatte in den Boden eingelassen auf der sich eine Inschrift befindet:

« Ce buste à été érigé le 2 février 1986, jour du centième anniversaire de la mort de Madame Mère »

„Diese Büste wurde am 2. Februar 1986, dem 150. Todestag von Madame Mère, errichtet.“